# Pseudrotasfer microincubator
Pseudrotasfer microincubator is een zeekomkommer uit de familie Cucumariidae.
De wetenschappelijke naam van de soort werd in 2007 gepubliceerd door J.M. Bohn.